# Baștea
Baștea – wieś w Rumunii, w okręgu Hunedoara, w gminie Lăpugiu de Jos. W 2011 roku pozostawała niezamieszkana.